# Lewo Keleng
Lewo Keleng is een bestuurslaag in het regentschap Flores Timur van de provincie Oost-Nusa Tenggara, Indonesië. Lewo Keleng telt 514 inwoners (volkstelling 2010).